# Brecht Kramer
Brecht Kramer (Heerenveen, 19 april 1990) is een Nederlands voormalig langebaanschaatsster. Zij is de dochter van Yep Kramer en de jongere zus van Sven Kramer. Vanaf seizoen 2010/2011 maakte zij deel uit van de schaatsploeg 1nP, halverwege dat seizoen, in januari, heeft ze besloten te stoppen met het wedstrijdschaatsen.
Kramer schaatste eerst bij het Gewest Friesland. In 2004 en 2005 werd ze Nederlands Kampioene bij de Junioren C en ontving ze als beste schaatsster de Egbert van 't Oever Aanmoedigingsprijs. In 2006 werd ze derde bij de junioren B. Met een tijd van 1,20.06 werd ze op 31 oktober 2009 zeventiende bij het NK Afstanden op de 1000m in Heerenveen, een jaar later werd ze eenentwintigste.

## Persoonlijke records
| Afstand    | Tijd    | Datum            | Baan       |
| ---------- | ------- | ---------------- | ---------- |
| 500 meter  | 40,59   | 26 december 2009 | Heerenveen |
| 1000 meter | 1.19,99 | 22 maart 2006    | Calgary    |
| 1500 meter | 2.03,43 | 21 maart 2006    | Calgary    |
| 3000 meter | 4.28,15 | 22 maart 2006    | Calgary    |
| 5000 meter | 8.11,77 | 17 januari 2010  | Groningen  |

## Resultaten
| Jaar | NK Afstanden | NK Sprint | NK Allround |
| ---- | ------------ | --------- | ----------- |
| 2010 | 17e 1000m    | 14e       | NC21        |
| 2011 | 21e 1000m    |           |             |

NC = niet gekwalificeerd voor vierde afstand 